# Astragalus malcolmii
Astragalus malcolmii är en ärtväxtart som beskrevs av William Botting Hemsley. Astragalus malcolmii ingår i släktet vedlar, och familjen ärtväxter. Inga underarter finns listade i Catalogue of Life.